# Demons & Wizards (album)
Demons and Wizards – czwarty album studyjny brytyjskiej grupy rockowej Uriah Heep wydany w maju 1972 przez wytwórnię Mercury.

## O albumie
Nagrany został z nowymi członkami zespołu tzn. Garym Thainem i Lee Kerslake'iem, którzy dołączyli w tym czasie. Sesje odbywały się w marcu i kwietniu 1972 w Lansdowne Studios, Holland Park w Londynie. Po raz pierwszy nagrania zespołu rejestrowane były na 16-ścieżkowym magnetofonie, niewiele wcześniej zainstalowanym w studiu. W początkowych sesjach brał udział basista Mark Clarke (były członek Colosseum), który uczestniczył w powstaniu i nagraniu jednego z bardziej znanych utworów – "The Wizard". Jako ciekawostkę z pracy nad tym utworem Clarke ujawnił, że wysokie dźwięki, które słychać w tle wydaje gwizdek czajnika (drzwi do kuchni na zapleczu studia były otwarte); ten gwizd "pasował" im do utworu.
Autorem okładki, nawiązującej do świata fantasy był Roger Dean (wśród elementów okładki Dean ukrył wizerunki kobiecych i męskich genitaliów).
27 września 1972 album otrzymał certyfikat złotej płyty – RIAA certification

## Lista utworów
| Nr | Tytuł utworu        | Autorzy              | Długość |
| -- | ------------------- | -------------------- | ------- |
| 1. | „The Wizard”        | Clarke/ Hensley      | 2:59    |
| 2. | „Traveller in Time” | Box/Byron/Kerslake   | 3:25    |
| 3. | „Easy Livin'”       | Hensley              | 2:37    |
| 4. | „Poet's Justice”    | Box/Hensley/Kerslake | 4:15    |
| 5. | „Circle of Hands”   | Hensley              | 6:25    |
| 6. | „Rainbow Demon”     | Hensley              | 4:25    |
| 7. | „All My Life”       | Box/Byron/Kerslake   | 2:44    |
| 8. | „Paradise”          | Hensley              | 5:11    |
| 9. | „The Spell”         | Hensley              | 7:21    |
|    |                     |                      | 39:22   |

Po remasteringu album został ponownie wydany w 1996 z 4. dodatkowymi utworami:
1. Why (Box/Byron/Hensley/Newton)  – 4:53
  - wersja skrócona ze strony B singla
2. Why (Box/Byron/Hensley/Newton) – 7:39
  - wersja rozszerzona, nagrana podczas jednej z sesji w 1972
3. Home Again To You (Hensley) – 5:28
  - pierwsza wersja demo zarejestrowana podczas jednej z sesji nagraniowych Demons and Wizards
4. Green Eye (Hensley) – 3:46
  - pierwsza wersja demo zarejestrowana podczas jednej z sesji nagraniowych Demons and Wizards

Wznowienie z 2003 zawierało następujące dodatkowe nagrania:
1. Why – 10:34
  - wersja rozszerzona
2. Rainbow Demon – 3:36
  - wersja skrócona, singlowa
3. Proud Words On A Dusty Shelf (**) – 2:52
  - wcześniej nie zrealizowana
4. Home Again To You – 5:36
  - wersja demo
5. Green Eye – 3:46
  - wersja demo

(*)"Why" zostało nagrane rok wcześniej, podczas pracy nad Look At Yoursef i w kilku krajach zamieszczone na stronie B singla. Najbardziej rozbudowane nagranie zostało po raz pierwszy wykorzystane w 1991. Sporządzono z niego kilka wersji. Według Roberta M. Coricha ta zamieszczona na reedycji jest najlepsza. To samo źródło (booklet płyty wydanej w 2003) podaje, iż nie zostało ustalone, kto grał na gitarze basowej: Gary Thain, czy też Mark Clarke. Pozostałymi muzykami byli: David Byron – śpiew, Mick Box – gitara, Ken Hensley – organy Hammonda i Lee Kerslake – perkusja.
(**)"Proud Words On A Dusty Shelf" (inna "wersja" tytułu używana przez członków zespołu to "Brown Turds On A Rusty Elf"), było kilkakrotnie nagrywane podczas sesji do "Wizzarda", jednak zdecydowano, że utwór nie znajdzie się na albumie. Został później wykorzystany przez Hensleya i był tytułowym nagraniem jego debiutanckiej solowej płyty.

## Muzycy
- David Byron – śpiew
- Ken Hensley – gitara akustyczna, gitara elektryczna, gitara slide, keyboard, śpiew, perkusja
- Mick Box – gitara, śpiew
- Gary Thain – gitara basowa (oprócz "The Wizard"), śpiew
- Lee Kerslake – perkusja, instrumenty perkusyjne, śpiew
- Mark Clarke – gitara basowa i śpiew w "The Wizard"

## Opis płyty
Wydanie oryginalne (LP):
- Produkcja: Gerry Bron
- Inżynier dźwięku – Peter Gallen
- Zdjęcia – Dominy Hamilton, Roger Dean

Reedycja:
- Remastering na CD – Robert M. Corich, Mike Brown (styczeń 2003)
- Nagrania dodatkowe – odszukanie, miksowanie: Robert M. Corich, Ian Herron
- Produkcja – Robert M. Corich
- Projekt wkładki – Rachel Gutek